# Чемпіонат Польщі з футболу 1946
Чемпіонат Польщі з футболу 1946 проводився у 1946 році. У змаганні брали участь вісімнадцять команд. Чемпіоном Польщі став клуб «Полонія» (Варшава). Найкращим бомбардиром турніру став Генрик Сподзея, який забив 8 голів у ворота суперників.

## 1/16 фіналу
- «Огнисько» (Седльце) — ККС (Ольштин) 7:0
- «Буржа» (Вроцлав) — «Поштовий» (Щецин) 1:2

## 1/8 фіналу
- АКС (Хожув) — «Поморжанін» (Торунь) 5:3
- РКУ (Сосновець) — «Геданія» (Гданськ) 6:2
- «Радомяк» (Радом) — КС Люблянка (Люблін) 5:0
- «Варта» (Познань) — «Поштовий» (Щецин) 10:2
- «Скра» (Ченстохова) — «Теча» (Кельце) 3:5
- «Полонія» (Варшава) — «Огнисько» (Седльце) 5:0
- «Вісла» (Краків) — Чувай (Перемишль) 4:0
- ЛКС (Лодзь) — «Ожел» (Горлиці) 8:1

## 1/4 фіналу
- «Теча» (Кельце) — «Варта» (Познань) 1:3
- «Вісла» (Краків) — «Полонія» (Варшава) 2:3
- ЛКС (Лодзь) — «Радомяк» (Радом) 3:1
- АКС (Хожув) — РКУ (Сосновець) 4:0

## Фінал

### Підсумкова таблиця
| М  | Команда             | І | М     | О |
| -- | ------------------- | - | ----- | - |
| 1. | «Полонія» (Варшава) | 6 | 18:12 | 9 |
| 2. | «Варта» (Познань)   | 6 | 16:17 | 6 |
| 3. | АКС (Хожув)         | 6 | 17:11 | 5 |
| 4. | ЛКС (Лодзь)         | 6 | 16:27 | 4 |

М — місце; І — ігри; М — кількість забитих та пропущених голів; О — набрані очки